# Naji Habra
Naji Habra, né le 7 juin 1957 à Damas (Syrie), est un universitaire belge, ingénieur civil et docteur en informatique. En septembre 2017, il devint le premier recteur, élu au suffrage universel pondéré, de l'Université de Namur (UNamur) en Belgique,,,,. Il occupe ce mandat durant 4 ans jusqu'en septembre 2021 où il passe la main à Annick Castiaux, première femme élue à ce poste à l'Université de Namur. 

## Biographie
Après des études d’ingénieur civil en construction à l’Université de Damas où il a enseigné la résistance des matériaux, Naji Habra poursuit à l’UCLouvain des études en Informatique, discipline alors émergente. Il décroche à Louvain-la-Neuve un Certificat de Spécialisation en Informatique puis une Licence spéciale en Sciences Appliquées pour devenir ensuite Ingénieur Civil en Informatique. Naji Habra défend son Doctorat en Sciences Informatiques en 1990 à l'Université de Namur.
Il est Professeur ordinaire émerite à la Faculté d’Informatique de l'Université de Namur où il a enseigné des cours du Génie Logiciel, de Qualité Logicielle et de Stratégie des Systèmes d’Information.
Comme co-titulaire de la chaire e-gouvernement (administration electronique). Il a lancé et présidait le centre de recherche multi-facultaire PReCISE spécialisé en Ingénierie des Systèmes d'Information. Ses axes de recherche sont : la qualité logicielle, les mesures logicielles et les processus agiles. Il a dirigé plusieurs projets de recherches à financement wallon et européen.
Il a assuré de 2005 jusqu’à septembre 2011 la présidence de l'ASBL "Facultés Universitaires N.D. de la Paix" (devenue Université de Namur); il a ensuite été doyen de la Faculté d'Informatique de 2011 à 2015, puis vice-recteur de 2015 à 2017. 
Naji Habra est recteur de l’Université de septembre 2017 à septembre 2021. Son mandat a été marqué par l'extension de l'offre de formation de l'université à travers des nouvelles habilitations octroyées par les autorités publiques, par la mise en œuvre d'une nouvelle gouvernance modernisée et plus participative et -à partir de mars 2020- par la gestion de la crise induite par la pandémie Covid-19.
En tant que recteur, il a été membre du C.A. du FNRS, du C.A. de l'ARES. Il est également membre de l’A.G. de la haute école l'Hénallux.
Il est particulièrement intéressé par la question de l'inter-culturalité , par l'histoire des minorités dans le monde arabe et par la question de la migration , .
Aux élections belges du 9 juin 2024, il est candidat pour la chambre des représentants (le parlement fédéral).

## Publications choisies
- Habra, N., Abran, A., Lopez, M. & Sellami, A., "A framework for the design and verification of software measurement methods", dans "Journal of Systems and Software. 1 81, 5", p. 633-648 16 p. (mai 2008).
- Habra, N., Alexandre, S., Desharnais, J. M., Laporte, C. Y. & Renault, A., "Initiating software process improvement in very small enterprises. Experience with a light assessment tool ", dans "Information and Software Technology" 50, 7-8, p. 763-771 9 p. (juin 2008)
- Ayed, H., Vanderose, B. & Habra N, "A Context-Driven Approach for Guiding Agile Adoption: The AMQuICk Framework", dans ICSEA 2015, The Tenth International Conference on Software Engineering Advances. Oberhauser, R., Lavazza, L., Mannaert, H. & Clyde, S. (eds.). Barcelona, Spain, p. 228 - 233 6 p. (novembre 2015)